# Steviopsis
Steviopsis är ett släkte av korgblommiga växter. Steviopsis ingår i familjen korgblommiga växter.
Kladogram enligt Catalogue of Life:
| Steviopsis | \| \| Steviopsis amblyolepis \| \| \| \| \| \| Steviopsis arsenei \| \| \| \| \| \| Steviopsis dryophyla \| \| \| \| \| \| Steviopsis nesomii \| \| \| \| \| \| Steviopsis rapunculoides \| \| \| \| \| \| Steviopsis vigintiseta \| \| \| \| |
|            | \| \| Steviopsis amblyolepis \| \| \| \| \| \| Steviopsis arsenei \| \| \| \| \| \| Steviopsis dryophyla \| \| \| \| \| \| Steviopsis nesomii \| \| \| \| \| \| Steviopsis rapunculoides \| \| \| \| \| \| Steviopsis vigintiseta \| \| \| \| |
|            | Steviopsis amblyolepis |
|            | |
|            | Steviopsis arsenei |
|            | |
|            | Steviopsis dryophyla |
|            | |
|            | Steviopsis nesomii |
|            | |
|            | Steviopsis rapunculoides |
|            | |
|            | Steviopsis vigintiseta |
|            | |